# Words / Sinking Ships
A Words a Bee Gees egyik legsikeresebb száma, lemezeken a világ országaiban 2 millió példányban kelt el. Mindkét dalt a Horizontal lemez dalainak rögzítésekor vették fel a stúdióban, azonban a nagylemezen nem kapott helyet, csak együtt adták ki kislemezen.
A lemezen a Words Words from the film The Mini Mob címmel szerepel (a filmben nem az eredeti, hanem a Georgie Fame által előadott változat szerepel).

## Közreműködők
- Barry Gibb – ének, gitár
- Robin Gibb – ének, orgona
- Maurice Gibb – ének, gitár, zongora
- Vince Melouney – gitár
- Colin Petersen – dob
- stúdiózenekar Bill Shepherd vezényletével
- hangmérnök – Mike Claydon; Damon Lyon Shaw, John Pantry

## A lemez dalai
- Words (Barry, Robin és Maurice Gibb) (1967), mono 3:13, ének: Barry Gibb
- Sinking Ships (Barry, Robin és Maurice Gibb) (1967), mono 2:21, ének: Robin Gibb, Barry Gibb, Maurice Gibb

## Top 10 helyezés
- Words: #1.: Németország, Hollandia, Chile, #4.: Kanada, #7.: Norvégia, #8.: Egyesült Királyság, #9.: Franciaország, Új-Zéland